# Corporación Club de Deportes Santiago Morning
El Club de Deportes Santiago Morning és un club de futbol xilè de la ciutat de Santiago de Xile.

## Història
El club nasqué el 16 d'octubre de 1903 amb el nom de Santiago Football Club, equip format principalment per ex membres del Brasil Football Club, fundat el 1902. L'any 1909 es fundà el Morning Star. L'any 1936 ambdós clubs es fusionaren per formar el Santiago Morning. Disputa els seus partits a l'estadi Usach.
Uniforme del Santiago F.C.

## Palmarès
- 1 Lliga xilena de futbol: 1942
- 5 Campionat d'obertura xilè: 1934 (com a Santiago FC), 1943, 1944, 1949, 1950
- 1 Campionat de clausura xilè: 1944
- 2 Lliga xilena de segona divisió: 1959, 2005
- 1 Lliga xilena de tercera divisió: 1996

## Jugadors destacats

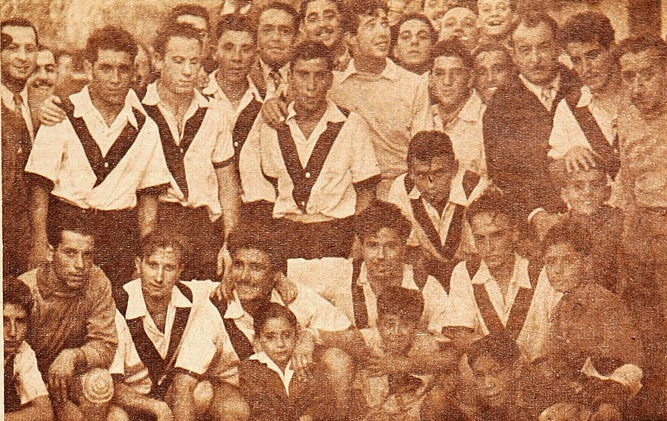
Santiago Morning l'any 1944.

- Héctor Aldea
- Pedro González Vera
- Pablo Lenci
- Fernando Manríquez
- Alvaro Ormeño
- Guillermo Páez